# Limbourg (fromage)
Pour les articles homonymes, voir Limbourg (homonymie).

Le limbourg (en allemand : Limburger) est un fromage à pâte molle à croûte lavée à base de lait de vache cru ou pasteurisé, avec une teneur en matières grasses de 20 % à 60 % de la matière sèche et une croûte teintée de rouge, originaire de l'ancien duché de Limbourg. Il est considéré comme l'un des fromages les plus odorants et est parfois appelé Stinkekäse (« fromage qui pue »). Ses amateurs apprécient le goût très aromatique et épicé.
Une copie est fabriquée aux États-Unis[réf. nécessaire].

## Histoire
Le limbourg est originaire du duché de Limbourg, duché partagé de nos jours entre la Belgique, l'Allemagne et les Pays-Bas. Par des similitudes de procédé de fabrication et sa proximité régionale, il est lié au fromage de Herve en Belgique, ainsi qu'au remoudou. Il a d'abord été fabriqué dans des monastères du duché de Limbourg. À partir de 1830, Carl Hirnbein (agriculteur, réformateur agraire et homme politique allemand du sud de l'Allemagne) a commencé à produire du fromage à pâte molle à Missen-Wilhams. Il est fabriqué par des fromagers allemands, en particulier dans l'Allgäu. On l'appelle aussi fromage en brique ou Backsteiner (ou Backsteinkäse), parce qu'il a la forme d'une brique.

## Production
Au début et au cours de la maturation, qui dure entre deux semaines et trois mois maximum, les pains de fromage sont lavés avec des liquides contenant des « ferments du rouge », en particulier Brevibacterium linens. La colonisation avec les bactéries des ferments du rouge donne au fromage une surface élastique, orange à rouge-brun, légèrement collante et granuleuse. Le fromage, doux au début de la maturation, se caractérise par un parfum et un goût intenses résultant du développement des ferments du rouge (que l'on retrouve dans le munster géromé, le maroilles, l'époisses).

## Commerce et utilisation
Le limbourg belge est un produit protégé sous le nom de fromage de Herve, et depuis 1996, le seul fromage belge à appellation d'origine protégée (AOP). Sous le nom de « limburger », il existe des variantes plus confidentielles dans d'autres régions.
Le fromage a une croute brun rougeâtre et parfois des amorces de moisissure blanche. Il est commercialisé en forme de brique de 200 g et 500 g. Il a un goût assez doux quand il est jeune, de plus en plus fort au fur et à mesure de l'affinage. La pâte est jaune clair et mate brillante, douce mais résistante aux coupures. Le limbourg mûr est élastique et doux, mais pas crémeux, et a de petits trous irréguliers. Le limbourg avec une croute grasse et une forme rétrécie a dépassé le degré de maturité optimal et n'est pas recommandé.
Le limbourg est consommé dans l'Allgäu et la Haute-Souabe avec des pommes de terre chaudes et du beurre, et du lait froid en guise de boisson ; avec des pains de type Mischbrot ou Schwarzbrot, une vinaigrette appelée saurer Käs à base de vinaigre, d'huile, ainsi que des rondelles d'oignon, et accompagné de cidre ; avec des pains complets de type pumpernickel, des oignons crus, de la bière, du cidre ou un vin de caractère.

## Le limbourg comme mesure de défense contre la contagion du paludisme
Les moustiques anthropophiles de l'espèce Anopheles gambiae, qui comptent parmi les vecteurs les plus dangereux du paludisme sous les tropiques, trouvent leurs hôtes principalement en détectant les émanations de CO2 de l'expiration. En cas de vent calme, ils préfèrent piquer les zones de la plante des pieds et des chevilles. Ce sont les endroits du corps humain où les bactéries de l'espèce Brevibacterium epidermis produisent des acides gras à chaîne courte avec une odeur de fromage caractéristique. Cependant, les moustiques sont également attirés par les produits de la proche parente Brevibacterium linens, qui sont responsables de l'odeur caractéristique du limbourg. Des pièges à moustiques ont donc été développés à base de substances odorantes synthétisées à partir des mêmes souches de bactéries utilisées pour la fabrication du limbourg, qui réduisent le nombre de piqûres sur l'homme.